# ZOO (ファイルフォーマット)
ZOOは、Rahul Deshiが1980年代半ばに開発したデータ圧縮プログラムおよびフォーマットである。LZW圧縮アルゴリズムを元にしたフォーマットであり、.zooの拡張子が使用されている。ZOOは現状ではほとんど使用されることはない。
プログラムソースコードはUsenetの comp.sources.miscニュースグループで最初に公開され、多くのUnix系OSで動作した。実行形式は、MS-DOSユーザ・コミュニティにも公開された。解凍の機能だけを提供するboozという名前の補助的なプログラムも開発された。
ZOOファイルフォーマットは、ディジタル・イクイップメント・コーポレーション(現在のヒューレット・パッカード)のVAXコンピュータで動作するOpenVMSオペレーティングシステムでよく使用された。コモドールのAmigaのコミュニティでも、ある期間使用された。

## 技術的仕様
| オフセット 10進数 | オフセット 16進数 | サイズ (バイト) | 説明                                                                    |
| ----------------- | ----------------- | --------------- | ----------------------------------------------------------------------- |
| 000-019           | 000-013           | 20              | アーカイブヘッダ文字列、NULL詰め、^Zで終端                              |
| 020-023           | 014-017           | 4               | 16進数 A7DCFDC4                                                         |
| 024-027           | 018-01B           | 4               | アーカイブ中の最初のファイルオフセット                                  |
| 028-031           | 01C-019           | 4               | アーカイブ中の最初のファイルオフセット - 1                              |
| 032               | 020               | 1               | このアーカイブを作成したZOOのバージョン                                 |
| 033               | 021               | 1               | このアーカイブからファイルを取り出すのに必要な、(最低の)ZOOのバージョン |

| オフセット 10進数 | オフセット 16進数 | サイズ (バイト) | 説明                                                                 |
| ----------------- | ----------------- | --------------- | -------------------------------------------------------------------- |
| 000-003           | 000-003           | 4               | 16進数 A7DCFDC4                                                      |
| 004               | 004               | 1               | ディレクトリエントリの形式                                           |
| 005               | 005               | 1               | 圧縮形式; 0 - 非圧縮格納; 1 - 圧縮 (LZW)                             |
| 006-009           | 006-009           | 4               | 次のディレクトリエントリへのオフセット                               |
| 010-013           | 00A-00C           | 4               | 次のヘッダへのオフセット                                             |
| 014-016           | 00D-011           | 2               | オリジナルファイルの作成日時                                         |
| 017-018           | 012-013           | 2               | ファイルのCRC-16値                                                   |
| 019-022           | 014-017           | 4               | 非圧縮でのファイルサイズ                                             |
| 023-026           | 018-01B           | 4               | 圧縮後のファイルサイズ                                               |
| 027               | 01C               | 1               | このファイルを圧縮したZOOのバージョン                                |
| 028               | 01D               | 1               | このファイルを解凍するのに必要な（最低の）ZOOのバージョン            |
| 029               | 01E               | 1               | 削除フラグ: 0-ファイルは存在する; 1-ファイルが削除されたことのしるし |
| 030               | 01F-022           | 4               | ファイルコメントへのオフセット。0の場合はコメント無し。              |
| 031-032           | 023-024           | 2               | コメントフィールドの長さ                                             |
| 033+              | 025+              | 可変            | ファイル名。パス名を含むこともある。NULLで終端                       |

## 他での拡張子の利用
ファイル拡張子の.zooはマイクロソフトのゲームである、ズー タイクーンの保存データとしても使用される。